# Semion Kirsanov
Pour les articles homonymes, voir Kirsanov.
Semen (ou Semion) Isaakovitch Kirsanov (en russe : Семён Исаакович Кирсанов) est un poète et traducteur russe né le 5 septembre 1906 (18 septembre dans le calendrier grégorien) à Odessa (Empire russe) et mort le 10 décembre 1972 à Moscou (République socialiste fédérative soviétique de Russie, URSS).

## Biographie
Fils d'un tailleur juif du nom d'Isaac Kortchik, à partir de onze ans, il assista à la Révolution d'Octobre puis à la guerre civile russe ce qui ne l'empêcha pas de poursuivre ses études et de sortir diplômé de l'école en 1921, année où il organisa l'association des futuristes du Sud. Il poursuivit ses études à la faculté de lettres d'État à Odessa tout en écrivant ses premiers vers qui furent publiés en 1922 et en 1923 dans des journaux de la ville où il étudiait. Ses thèmes favoris étaient la liquidation de l'analphabétisme, les soldats de l'armée rouge, la Révolution, etc.
En 1924, il fonda, à Odessa, la revue Yougo-LEF, Front gauche des arts du sud, sur le modèle de LEF créé en 1923 par Vladimir Maïakovski qui en était le directeur. Ce dernier visitant le célèbre port de la Mer Noire le rencontra au cours d'une tournée de lectures publiques et publia deux de ses poèmes dans la revue qu'il dirigeait. Cette rencontre fut déterminante dans la carrière littéraire du jeune poète. En 1925, diplômé de la faculté de philologie de l'Institut d'État à Odessa, il partit à Moscou où il devint un membre actif du mouvement LEF aux côtés de Maïakovski et de Nicolas Aseev ce qui lui permit de continuer son apprentissage. Il accompagna Maïakovski à travers l'URSS qui continuait ses lectures publiques.
En 1926, son premier recueil parut suivi de nombreux autres et en 1930, après le suicide de son «mentor», il reprit le flambeau de son maître en écrivant, en 1931 par exemple, Plan quinquennal où il incorpora quelques éléments du dernier long poème du disparu, Au sommet de ma voix. De même Camarade Marx, écrit en 1933, est un dialogue ayant pour sujet le poème de Vladimir Maïakovski Vladimir Ilitch Lenine écrit en 1924.
Poète militant très actif, pendant cette période, il collabora à des journaux de métallurgistes, de mineurs, visita des chantiers de construction comme celui de Dniepropetrovsk, signa des textes de propagande tel que Le 14 octobre 1933, participa à la réalisation de textes d'affiches. Son talent artistique n'eut pas trop à souffrir de toutes ces missions de propagande. 
Avec sa femme Lucie d'origine yougoslave, il habitait une datcha dans les environs de Moscou où il reçut entre autres personnalités Oscar Pinochet de la Barra1. Le décès prématuré de son épouse atteinte de tuberculose lui fut une dure épreuve qui provoqua un profond bouleversement dans son inspiration poétique comme en témoigne Votre poème écrit en 1937.
En 1935, il commença une tournée à travers l'Europe qui se poursuivit en 1936. En compagnie d'un groupe d'auteurs soviétiques, il passa par la Pologne la Tchécoslovaquie, l'Autriche et la France. Après avoir effectué un service militaire en Ukraine occidentale et dans l'ouest de la Biélorussie en 1939, en 1941 les troupes allemandes envahirent l'URSS en 1941. Pendant la Grande guerre patriotique il fut envoyé sur divers fronts en tant que correspondant de guerre et dirigeant d'une équipe travaillant pour l'Agence télégraphique russe où il signa slogans, tracts, chansons, brochures. Les poèmes qu'il écrivit pendant le conflit furent rassemblés dans Poèmes de guerre qui parut en 1945. Il créa le charismatique personnage du soldat racontant la guerre dans Le mot chéri de Thomas Smyslov édité sous forme de tracts en des millions d'exemplaires.
Après la guerre, envoyé spécial du journal Troud, il couvrit le Procès de Nuremberg qui se déroula du 20 novembre 1945 au 1er octobre 1946. La même année prit fin sa fonction au conseil de la ville de Moscou auquel il appartenait depuis 1939. Toujours en 1946, il composa le poème Alexandre Matrossov en hommage aux soldats morts héroïquement pour la patrie. En 1951, en pleine campagne d'anticosmopolitisme, il obtint le Prix Staline du 3e degré pour son poème Makar Mazaï consacré au stakhanovisme qu'il avait écrit en 1950. En 1954 , pendant la période de dégel de Khrouchtchev, au 2e congrès de l'Union des écrivains, suivant le mouvement de dénonciation du stalinisme, il prononça un discours sur le droit du poète à exprimer son monde intérieur et à faire preuve d'imagination dans ses œuvres lyriques; en revanche il fut accusé de formalisme. Les sept jours de la semaine, œuvre de critique sociale qui revendiquait une certaine liberté de fond et de forme s'attira les sanctions du pouvoir dès 1957 et dans Le Cahier de brouillon qui suivit, il montra à quel point les contraintes extérieures étaient contraires à la création.
Il traduisit en russe des œuvres de Pablo Neruda, Nazim Hikmet, Louis Aragon (Le Front Rouge)2, Paul Éluard, Gérard de Nerval, Bertolt Brecht, etc. Ayant écrit dans l'esprit de l'ère socialiste, mais la plupart du temps sans enthousiasme politique, il fut reconnu comme un maître de la poésie, avec plus de quarante livres de poésie publiés où en utilisant les palindromes, les anagrammes, en créant de nouveaux mots, en imprimant un rythme rapide, il influença fortement la génération montante: Andreï Voznessenski, Bella Akhmadoulina, Evgueni Evtouchenko, Younna Moritz, Robert Rojdestvenski, Nikolaï Ladyguine, Konstantin Kidron, etc.
Outre le Prix Staline, il reçut la médaille de l'Ordre de Lénine, la médaille de l'Ordre du Drapeau rouge du Travail et la médaille d'un autre prix.
Il mourut d'un cancer de la gorge et est enterré au cimetière Novodievitchi à Moscou.

## Œuvres
Ci-dessous une liste qui mêle titres de recueils et titres de poèmes
- 1925-1926 : Essais
- 1926: La vue
- 1927: Expériences
- 1928: Chanson de mon anniversaire
- 1928: Conversation avec Dimitri Fourmanov
- 1929: Texte du chant à la gloire de la Fête du travail, du Premier mai et de la Révolution russe dans le final de la symphonie no 3 de Dimitri Chostakovitch
- 1930: Quatre sonnets, traduit en français par Léon Robel dans La poésie russe, Seghers 1965
- 1930: Le dernier contemporain
- 1930: Vers de l'affiche Plan de construction du socialisme illustrée par Alexandre Rodtchenko,
- 1931: Plan quinquennal
- 1931: Quatorze Octobre
- 1933: Camarade Marx
- 1933: Le calepin
- 1935: Cendrillon
- 1937: Guerre à la peste
- 1937: Trois poèmes
- 1937: Votre poème
- 1940: Le dernier mai
- 1940: Nuit du siècle nouveau
- 1942-1943 : Le mot chéri de Thomas Smyslov
- 1944-1947 : Les ailes de la Patrie
- 1945: Poème pour la guerre
- 1946-1949: Alexandre Matrosso
- 1947-1950 : Makar Mazai
- 1950: Conduite de l'inconnu
- 1952-1954: Top
- 1953: Camarades
- 1954: Texte de certaines chansons du film Le chant des fleuves réalisé par Joris Ivens
- 1956: Recueil Les sept jours de la semaine3
- 1962: La maison vide, 3 traductions en français par Eugène Guillevic, Léon Robel et Elsa Triolet dans La poésie russe, Seghers 1965
- 1962: Sous un même ciel traduit en français par Léon Robel, La poésie russe, Seghers 1965
- 1964: Un jour, demain
- 1965: Le livre est lyrique
- 1965-1968 : Zerkala
- 1967: Ouest
- 1970: Miroirs

- Titres d'œuvres dont la date n'a pas été trouvée:

- Ce monde
- Eden
- Heures
- Le nouveau cœur
- Le cahier de brouillon
- Les pas sur le sable traduit en français par G. Oragvelidze
- Ma vie traduit en français par Léon Robel